# 尋星鏡

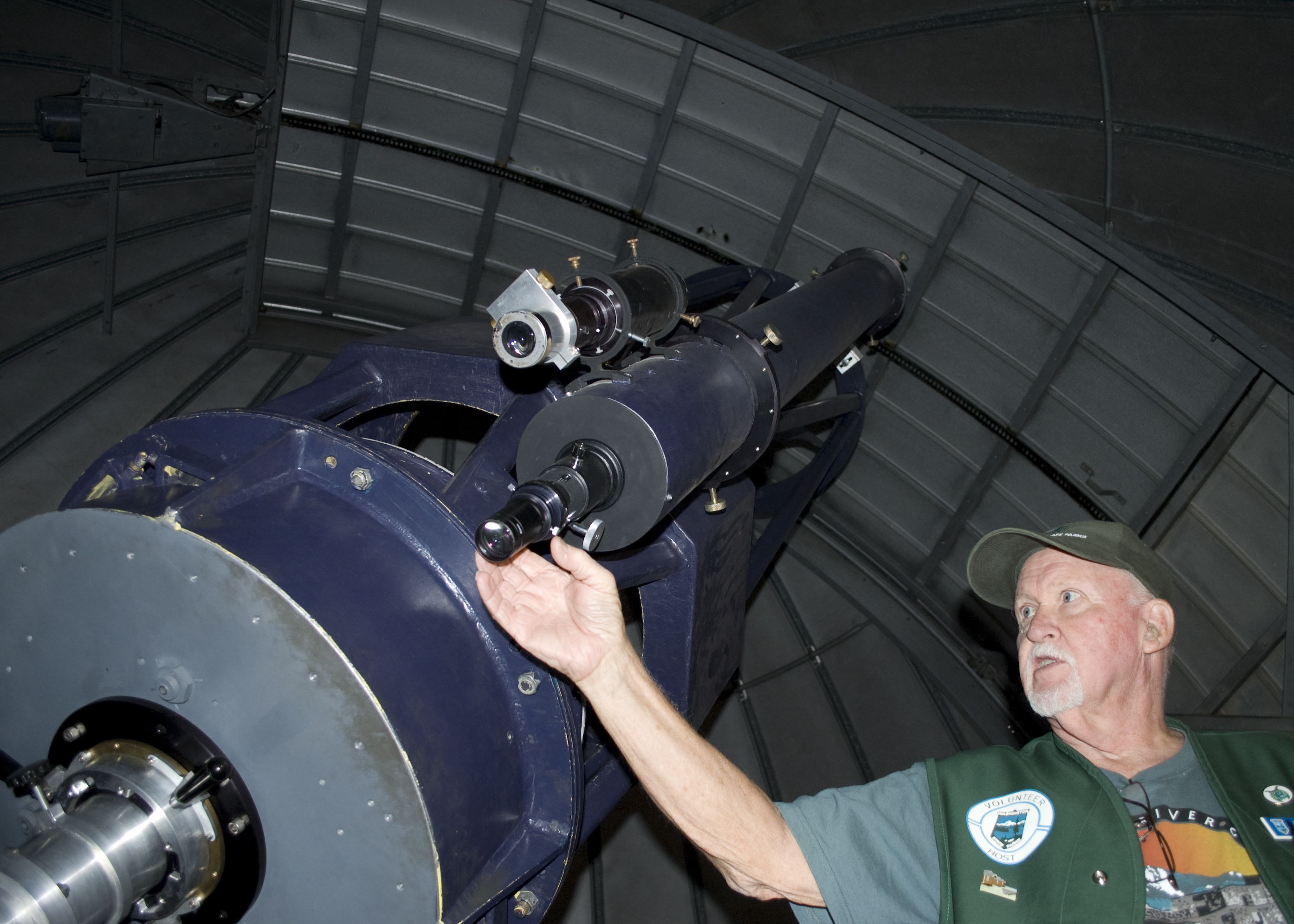
黃金谷國家公園天文台的導遊指出24.5英吋卡塞格林望遠鏡上的尋星鏡。

尋星鏡是架設在主要的天文望遠鏡上，並指向相同方向的小型輔助望遠鏡。尋星鏡的放大倍率通常比主要的望遠鏡小了許多，因此可以看見更廣闊的天空範圍，這有助於在夜空中尋找到所需的天體。一些尋星鏡距有十字絲用來確定主鏡可以看見的物體。
尋星鏡上通常會有一個AxB的標記，其中的A是放大倍數，B是以毫米(mm)表示的尋星鏡物鏡的口徑；例如6X30的尋星鏡意思是物镜口徑30mm，放大6倍。雙筒望遠鏡也使用相同的表示法。
一架6x30的尋星鏡在業餘的望遠鏡上是最小的有效尺寸，8X50或是更大的尋星鏡會更受歡迎。許多廉價的望遠鏡只配置5X24或更小的尋星鏡，在某些情況下，因為內部的遮光罩還會使真正的光圈比標示的還要小。
大部分尋星鏡的指向屬於下面三種的形式之一：
| 類型     | 目鏡座   | 影像指向                |
| -------- | -------- | ----------------------- |
| 標準     | 直接指示 | 上下左右倒置(旋轉180度) |
| 直角     | 90度     | 倒像 (鏡像)             |
| 修正指向 | 90度     | 依照修正                |